# Licania parvifructa
Licania parvifructa là một loài thực vật có hoa trong họ Cám. Loài này được Fanshawe & Maguire mô tả khoa học đầu tiên năm 1948.